# Bittiolum alternatum
Bittiolum alternatum är en snäckart som först beskrevs av Thomas Say 1822.  Bittiolum alternatum ingår i släktet Bittiolum, och familjen Cerithiidae. Inga underarter finns listade.